# Ballya Hugó
Ballya Hugó (Kassa, 1908. július 20. – Budapest, 1995. január 8.) Európa-bajnok evezős, edző.

## Életpályája
1926-tól a Budapesti Evezős Egylet, 1931-től a Pannónia Evezős Egylet versenyzője volt. 1931-től szerepelt a magyar válogatottban. Legjobb eredményeit az 1930-as években az európai élvonalba tartozó magyar nyolcevezős csapat vezérevezőseként érte el. Az 1933 és 1938 között rendezett Európa-bajnokságokon összesen hat érmet, közöttük két aranyérmet szerzett. A magyar csapat tagja volt az 1936. évi berlini olimpián, ahol a magyar nyolcevezős az ötödik helyen végzett. Ez volt az első nyári olimpia, amelyen a magyar evezősök pontszerző helyezést tudtak szerezni. 1939-ben visszavonult a válogatottságtól, majd 1945-ben felhagyott az aktív sportolással.
1935-ben a szegedi Ferenc József Tudományegyetemen jogi doktori oklevelet szerzett. Budapesten a MÁV távírásza, forgalmistája, majd jogtanácsosa, egyúttal 1948-tól 1972-ig a Vasas evezős szakosztályának edzője volt. 1960-ban a Sportvezető és Edzőképző Intézetben edzői, 1961-ben mesteredzői képesítést szerzett. 1947 és 1985 között többszöri hosszabb megszakítással a magyar evezős válogatott szövetségi kapitánya volt.

## Sporteredményei
- olimpiai 5. helyezett:
  - 1936, Berlin: kormányos nyolcevezős (6:30,3 – Domonkos Pál, Korompay Sándor, Kapossy Imre, Szendey Antal, Alapy Gábor, Hollósi Frigyes, Szabó László, kormányos: Kereszthy Ervin)
- kétszeres Európa-bajnok:
  - 1933, Budapest: kormányos nyolcevezős (5:44,2 – Alapy Gábor, Krassy Miklós, Kozma György, Tóth István, Hollósi Frigyes, Szabó László, Gyurkóczy Károly, kormányos: Molnár László)
  - 1935, Berlin: kormányos nyolcevezős (6:09,2 0ľ Domonkos Pál, Korompay Sándor, Szabó László, Hollósi Frigyes, Alapy Gábor, Szendey Antal, Kapossy Imre, kormányos: Kereszthy Ervin)
- kétszeres Európa-bajnoki 2. helyezett:
  - 1933, Budapest: kormányos négyevezős (6:01,8 – Gyurkóczy Károly, Hollósy Frigyes, Szabó László, kormányos: Kereszthy Ervin)
  - 1938, Milánó: kormányos nyolcevezős (6:20,58 – Alapy Gábor, Bartók Ernő, Győry Károly, Kapossy Imre, Mamusich Tibor, Szabó László, Szendey Antal, kormányos: Kereszthy Ervin)
- kétszeres Európa-bajnoki 3. helyezett:
  - 1931, Párizs: kormányos nyolcevezős (6:05,2 – Bartók László, Blum Béla, Domonkos Pál, Gyurkóczy Károly, Klima Kornél, Szabó László, Török Zoltán, kormányos: Zoltán Béla)
  - 1937, Amszterdam: kormányos nélküli négyevezős (6:45,3 – Hollósi Frigyes, Szabó László, Szendey Antal)
- Európa-bajnoki 4. helyezett:
  - 1934, Luzern: kormányos négyevezős (7:05 – Domonkos Pál, Gyurkóczy Károly, Szabó László, kormányos: Kereszthy Ervin)
- kilencszeres magyar bajnok:
  - kormányos négyevezős: 1932, 1934, 1938,
  - kormányos nélküli négyevezős: 1939
  - kormányos nyolcevezős: 1931, 1933, 1935, 1936, 1938, 1939